# 20 successi di Mina
20 successi di Mina è una raccolta di Mina, pubblicata dall'etichetta discografica Italdisc nel 1964.

## Storia
A fine 1963 la cantante cambia casa discografica passando dall'Italdisc alla Ri-Fi e già a dicembre pubblica con la nuova etichetta un singolo con tre brani ancora inediti (Città vuota/È inutile/Valentino vale). In risposta Italdisc fa causa all'artista, accusandola di essere passata ad altra etichetta senza aver rescisso prima il vecchio contratto. In attesa del giudizio, che sarà sfavorevole a Mina, e intendendo sfruttare commercialmente il più possibile i brani disponibili in catalogo, a febbraio 1964 l'Italdisc pubblica il singolo A volte/Non piangerò, che contiene due brani registrati dalla cantante negli Stati Uniti alla fine del 1962 e utilizzati solo per l'album Stessa spiaggia, stesso mare. A seguire viene pubblicata anche questa raccolta e, a giugno, un altro singolo con due inediti (Rapsodie (Rhapsodie)/Amore di tabacco), seguito a ottobre da una seconda raccolta, Mina Nº 7, con 16 brani (compresi quelli già pubblicati nel singolo di giugno) e una ristampa con copertina diversa di questo disco.
La raccolta venne pubblicato l'11 aprile 1964 come undicesimo numero della serie "Niagara" (catalogata con la sigla AS) e venne ristampato con lo stesso numero di catalogo il 5 ottobre sostituendo la copertina con quella già usata per l'album Stessa spiaggia, stesso mare.

## Tracce
Lato A
1. Il cielo in una stanza [1] – 1:59 – da Il cielo in una stanza, 1960
2. Renato (Renata) – 2:08 – da Renato, 1962
3. Due note – 3:34 – da Due note, 1961
4. Tintarella di luna – 3:00 – da Tintarella di luna, 1960
5. Champagne Twist – 2:32 – da Moliendo café, 1962
6. Una zebra a pois – 3:22 – da Il cielo in una stanza, 1960
7. Stringimi forte i polsi – 2:31 – da Renato, 1962
8. Vola vola da me – 2:14 – da Renato, 1962
9. Moliendo café – 2:59 – da Moliendo café, 1962
10. Mi guardano – 2:44 – da Stessa spiaggia, stesso mare, 1963

Lato B
1. Stessa spiaggia, stesso mare – 2:12 – da Stessa spiaggia, stesso mare, 1963
2. È vero – 3:00 – da Tintarella di luna, 1960
3. Folle banderuola – 2:20 – da Tintarella di luna, 1960
4. Tu sei mio – 2:16 – da Moliendo café, 1962
5. Non piangerò (Just Let Me Cry) – 2:20 – da Stessa spiaggia, stesso mare, 1963
6. Vulcano – 2:34 (testo: Mogol, Miki Del Prete – musica: Pino Massara; edizioni musicali M.E.C. / Ariston) – Inedito su album (singolo, 1963)
7. A volte (Pretend That I'm Her) – 2:22 – da Stessa spiaggia, stesso mare, 1963
8. La ragazza dell'ombrellone accanto – 2:25 – da Stessa spiaggia, stesso mare, 1963
9. Chihuahua – 2:10 – da Renato, 1962
10. Sabato notte – 2:36 – da Renato, 1962